# Martín Morales
Martín Morales, vollständiger Name Martín Esteban Morales Icasuriaga, (* 30. November 1978 in Montevideo) ist ein uruguayischer ehemaliger Fußballspieler.

## Karriere
Der 1,81 Meter große Mittelfeldakteur Morales stand zu Beginn seiner Karriere im Jahr 1997 in Reihen der Mannschaft des Racing Club de Montevideo. Von 1998 bis Mitte 1999 war er in Argentinien beim Racing Club de Avellaneda (im deutschen Sprachraum auch als Racing Buenos Aires geläufig) aktiv. Den Rest des Jahres verbrachte er in Reihen der Chacarita Juniors. Anschließend kehrte er für das gesamte Jahr 2000 zum Racing Club nach Montevideo zurück. 2001 war der Club Atlético Progreso sein Arbeitgeber. Der Alianza Fútbol Club griff im ersten Halbjahr 2002 auf seine Dienste als Fußballspieler zurück. In der zweiten Jahreshälfte folgte ein Engagement in Peru bei Alianza Atlético Sullana. 2003 wird für ihn eine Karrierestation im uruguayischen Amateurfußball beim Rivera Livramento Fútbol Club geführt. In den ersten sechs Monaten des Folgejahres gehörte Morales dem Kader des Erstligisten Club Sportivo Cerrito an. Bis Ende August 2004 war er kurzzeitig in Chile für CD Antofagasta tätig. Ab September jenes Jahres bis Ende März 2005 stand er bei einem Verein aus Venezuela unter Vertrag. Es schloss sich eine bis Ende Juli 2005 währende Karrierestation in den USA bei den Colorado Rapids an, für die er ein Ligaspiel absolvierte. 
Daraufhin verpflichtete ihn der griechische Klub Ethnikos Piräus. Die Griechen verliehen Morales ab August 2006 bis zum Jahresende an seinen vormaligen Arbeitgeber Cerrito. Nach Ablauf der Leihe gehörte er bis Ende Juli 2008 erneut dem Kader von Ethnikos Piräus an. Von dort wechselte er nach Bolivien zu Universitario de Sucre. Ab Dezember 2009 bis Ende Mai 2010 spielte Morales in Guatemala zunächst für Deportivo Suchitepéquez und im Anschluss daran bis Ende Januar 2011 bei CD Heredia. Es folgte ein fast einjähriges, in den ersten Januartagen 2012 endendes Engagement bei Deportes Quindío. Für den Klub aus Kolumbien traf er dreimal bei 27 Ligaeinsätzen und fünfmal bei fünf Spielen der Copa Colombia ins gegnerische Tor. Morales wechselte danach zu Cúcuta Deportivo. Beim ebenfalls in der höchsten kolumbianischen Spielklasse antretenden Verein bestritt er neun Ligapartien (kein Tor) und eine Begegnung (kein Tor) im nationalen Pokal. Ab Anfang Juli 2013 setzte er seine Karriere in El Salvador beim Club Deportivo FAS fort. Für die Salvadorianer bestritt er vier Erstligaspiele und beendete am Ende der Saison seine Karriere.